# Guy Morel
Guy Morel (Seychellen, 1933 - 9 november 2006) was een Seychels accountant, bestuurder, econoom en centraal bankier. Hij was de eerste gouverneur van de Centrale Bank van de Seychellen tussen januari 1983 en september 1991. Ook was hij directeur van Air Seychelles, de nationale luchtvaartmaatschappij van de Seychellen. Samen met de Britse accountant Graham Jones richtte hij het Seychelles Institute of Management (SIM) op, dat later zijn naam veranderde in The Guy Morel Institute (TGMI). Daarnaast zette hij zich in voor onderwijs voor de armen en schreef hij enkele boeken over Engelse grammatica.